# فرودگاه ناگا
فرودگاه ناگا (به انگلیسی: Naga Airport) (به زبان بومی: Paliparan ng Naga) یک فرودگاه همگانی مسافربری با کد یاتا WNP است که یک باند فرود بتن دارد و طول باند آن ۱۴۰۲ متر است. این فرودگاه در کشور فیلیپین قرار دارد و در ارتفاع ۴۳ متری از سطح دریا واقع شده‌ است.

## شرکت‌های هواپیمایی و مقصدهای پروازی
| شرکت‌های هواپیمایی                      | مقصدهای پروازی |
| -------------------------------------- | -------------- |
| سبو پسیفیک اجرا توسط Cebgo             | نینوی آکوئینو  |
| فیلیپین ایرلاینز اجرا توسط PAL Express | نینوی آکوئینو  |